# Шкиротава
Шки́ротава (латыш. Šķirotava — «сортировочная») — микрорайон в Латгальском предместье Риги. Шкиротава расположена в юго-восточной части Риги, между железнодорожной линией на Даугавпилс и границей города. Граничит с районами Дарзциемс, Плявниеки, Румбула и Кенгарагс, а также с Ропажским краем. Район назван в честь станции Шкиротава.

## История
Со времен Ливонской конфедерации территория Шкиротавы вошла в состав Рижского ландфогта. В XVI веке эти земли приобрел Мельхиор Дрейлинг, в честь которого принадлежащее городу поместье позже было названо Дрейлингсбуш. Деревянный дом владельца усадьбы находился между улицами Ренцену и Крустпилс.
В 1709—1710 годах русский фельдмаршал Борис Шереметев разбил здесь свой военный лагерь во время восьмимесячной осады Риги. В июле 1710 года здесь была подписана капитуляция Риги и «добровольная сдача» Видземского рыцарства, Рижского городского совета и гильдий русскому царю.
Район быстро развивался после открытия железнодорожной линии Рига—Динабург и фарфоровой фабрики Кузнецова во второй половине XIX века.
Станция Шкиротава была одной из станций Риги, откуда 14 июня 1941 года и 25 марта 1949 года тысячи латвийцев депортировали в Сибирь. В память о жертвах советского режима в 1989 году в зеленых насаждениях Шкиротавы был установлен памятный камень. 14 июня 2008 года мемориал жертвам депортации был восстановлен и создан новый мемориальный ансамбль.